# Facebook, Apple, Amazon, Netflix і Google
Facebook, Amazon, Apple, Netflix і Google (FAANG), подальше розширення FANG (який спочатку не включав компанію Apple), є одночасно абревіатурою і модним терміном для спонукання інвесторів. Цей термін популяризував Джим Крамер з програми «Скажені гроші» CNBC, а також інші «говорячі голови» для групування в даний час високоефективних технологічних компаній, які в даний час перелічені в NASDAQ.

## Історія
Хоча зазвичай це стосується п'яти (або чотирьох) цих технологічних компаній, цей термін в основному використовується для позначення технологічного сектора та сектора предметів розкоші, що складаються з високоторгових акцій американських технологічних та таких що технологізуються компаній в останні роки. Така перспектива ринку демонструє величезний вплив із сумірними прибутками або збитками. Думки були розділені щодо того, чи є це явище свідченням технологічної бульбашки, чи довготривалого стійкого зростання цих технологічних компаній.
У 2017 році Міжконтинентальна біржа через NYSE створила іддекс для цього поняття та розширила FANG, включивши Twitter, Nvidia та Tesla, а також акції BAT, китайськими аналогами: Baidu, Alibaba та Tencent. Інвестиційні аналітики часто порівнювали FAANG відносно BAT або разом із BAT, через аналогічний рівень зростання на китайському фондовому ринку.
Ці фонди, що базуються на індексах, активно керуються ETF. Наразі ETF може не мати всіх акцій компанії, що маються на увазі. ETF, відомий тикер FNG, був розпроданий у Facebook під час скандалу з Cambridge Analytica, але також скинув акції Apple перед випередженням зростання прибутку.